# Frivolité
El Frivolité es una técnica antiquísima europea, realizada exquisitamente a mano,
una variedad muy fina de encaje. Usada en la antigüedad, exclusivamente
por la realeza y aristocracia. Recibe distintos nombres en algunos países: 
- frivolité, en Francia
- encaje a la lanzadera, en España
- tatting, en Gran Bretaña
- chiacchierino, en Italia
- makuk, en Oriente.

- frywolitki, en polaco.

Consiste en montar una sucesión de nudos y baguillas sobre un único hilo con ayuda de una o dos lanzaderas.
O también con aguja, elemento parecido a la pequeña aguja de coser a mano. 

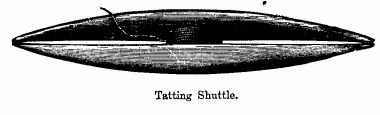
Dibujo de una lanzadera sencilla.

## Materiales

### Lanzaderas
Una lanzadera (también llamada naveta en los países hispanoamericanos) es la herramienta con que se realiza esta preciada labor. Consiste en una especie de aguja alargada que guarda y suelta hilo gracias a sus extremos apuntados.

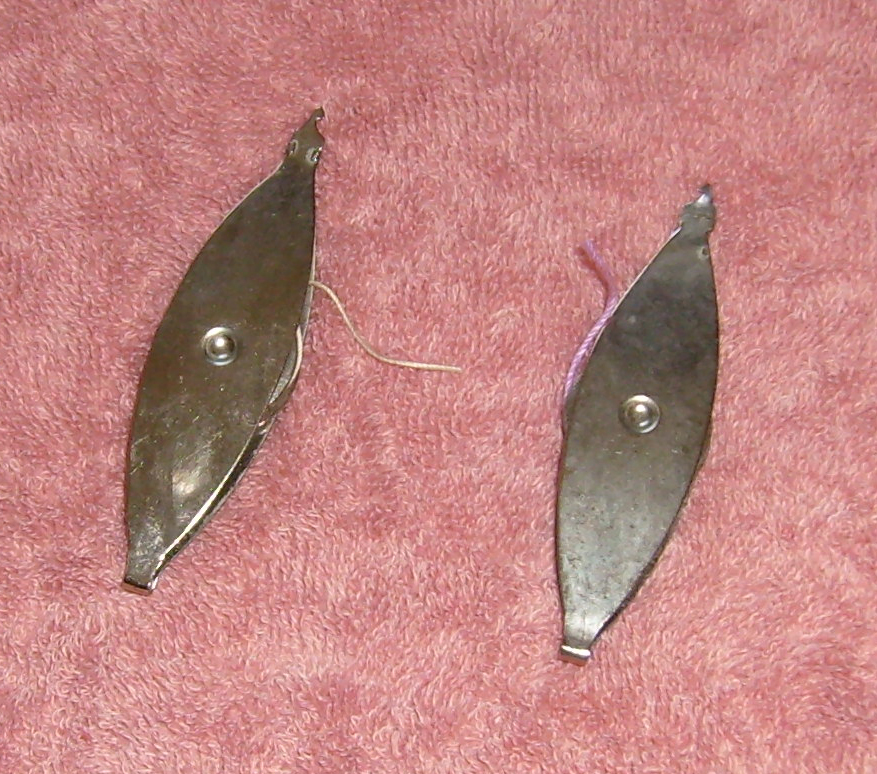
Lanzaderas Victorianas cargadas de hilo.

Se mencionan tres grandes tipos de lanzaderas:
- Sencillas. Son las lanzaderas más frecuentes que se encuentran en el mercado actualmente. Están fabricadas en pasta plástica o madera, lo que las hace muy económicas.
- Clover. Deben su nombre a la casa comercial que las creó y son una deformación de las anteriores: una de sus puntas es más pronunciada, lo que permite trabajar las baguillas o picots con mayor precisión.
- Victorianas. Datan de la Inglaterra de finales del siglo XIX, de ahí su nombre. Estas constan de una canilla, muy parecida a las de las máquinas de coser, pero más estrecha; y de una cubierta con una especie de ganchillo que es la lanzadera propiamente dicha.

Con todo, hay que mencionar una variedad atípica de frivolité que se hace a aguja de coser, ahora en desuso.

### Hilo
Se recomienda vivamente el uso de hilos resistentes, ya que la tensión que llega a soportar el hilo de la lanzadera es enorme. Generalmente, no se suele sobre pasar el límite de los números 5 al 40.

### Ganchillo
En la mayoría de los dibujos, se deben llevar a cabo una serie de uniones entre baguillas. Para ello, es necesario sacar de ellas una hebra. A la hora de llevar a cabo esta operación, es preferible utilizar un ganchillo apropiado y no un alfiler, ya que este último "pica" el hilo, es decir, le quita su rizo habitual y pierde calidad.

## Punto básico: Doble nudo
Collar realizado en la técnica de encaje de bolillos con perlas y cristales de frivolité.

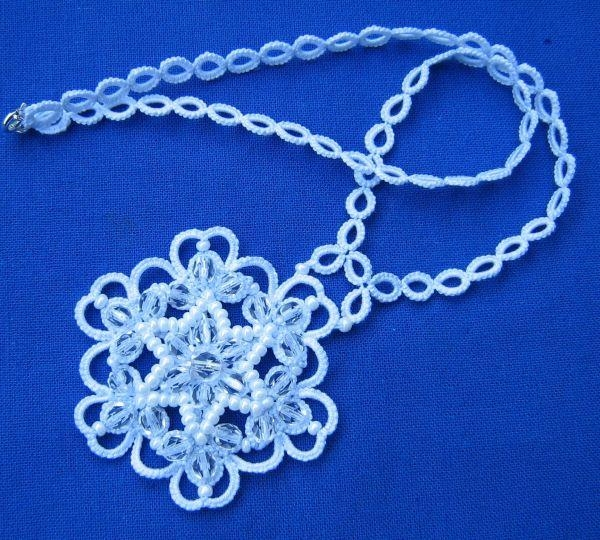
Collar de encaje realizado con la técnica de frivolité con abalorios y cristales entrelazados

## Baguillas. Tipos
La baguillas o picots son las características asas que dan la verdadera belleza a este tipo de pasamanería. Son el resultado de dejar un poco de hilo entre dos nudos dobles que luego se juntan. Se distinguen dos tipos según su función:
- Picots de decoración. Son todos aquellos que sirven para embellecer el dibujo. Su tamaño varía en función del artesano, pero el canon de estilo más extendido es que cuanta mayor gracia se le quiera dar a la labor, más grandes serán estos.
- Picots de unión. Son aquellos que sirven para enlazar una sección con otra y generalmente son de un tamaño mínimo.

Sin embargo, en muchos dibujos de puntillas y demás trabajos surgen picots con ambas funciones.

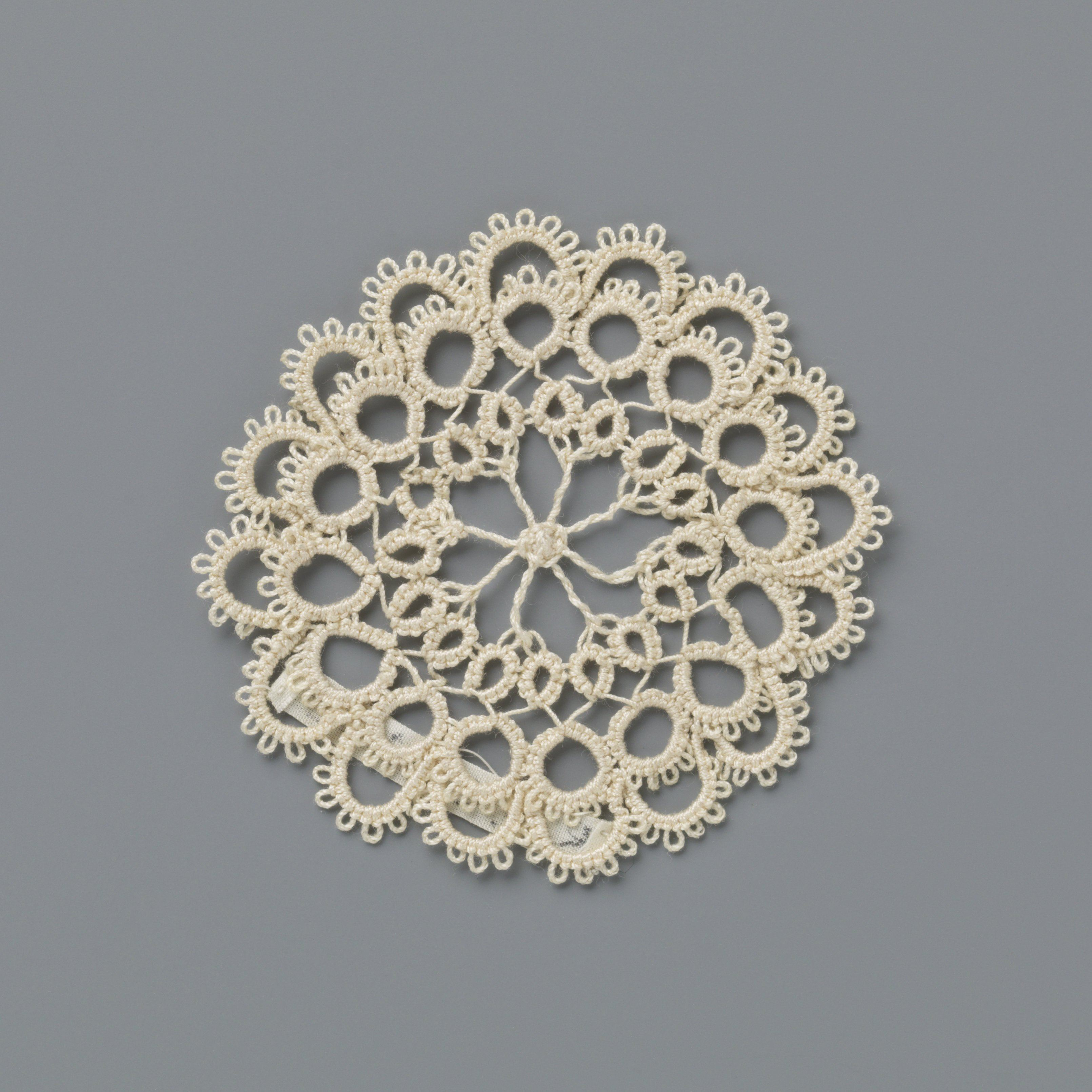
Imagen de muestra: labor realizada con picots decorativos y de unión.

## Elementos decorativos
Ante todo, se han de distinguir dos motivos fundamentales en el encaje de frivolité: anillos y arcos

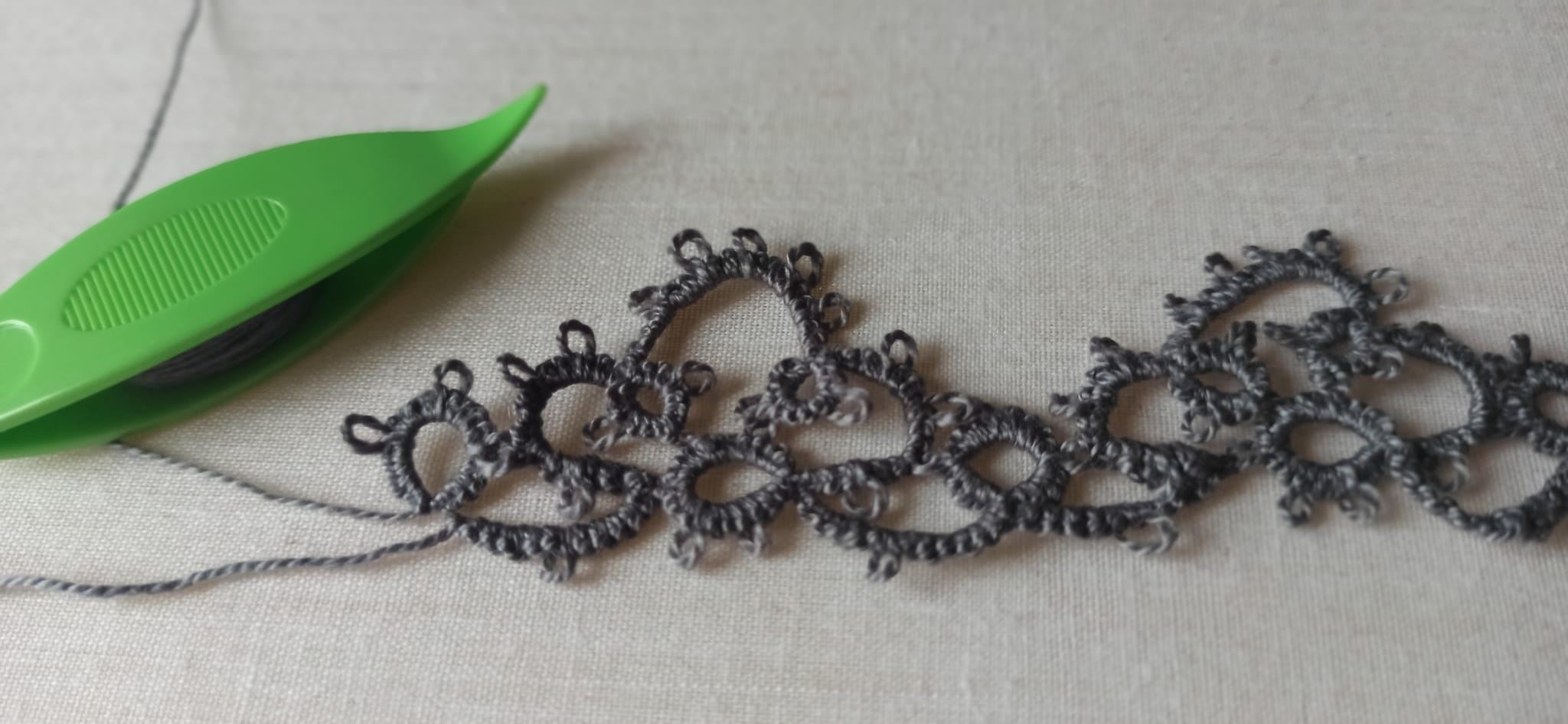
Motivos principales en labor de Frivolité. Anillos y Arcos

## Usos
Los patrones más frecuentes del frivolité suelen mostrar puntillas de los más variados anchos o aplicaciones de plan central o circulares, que se pueden unir para formar tapetes, paños, etc.